# To mój czas
To mój czas – dziesiąty album Justyny Steczkowskiej, wydany 20 marca 2009 roku. Płyta dotarła do 11. miejsca listy OLiS w Polsce.

## O albumie
Steczkowska jest autorką muzyki oraz słów większości utworów. Album wyprodukował znany węgierski producent muzyczny Victor Rakonczai. Pierwszym singlem promującym album została piosenka "To mój czas", do której został nagrany teledysk w reżyserii Grzegorza Gościniaka. Drugim singlem był utwór "Tango", który wziął udział w XLVI Krajowym Festiwalu Piosenki Polskiej w Opolu w konkursie premier. Jako bonus na płycie znajduje się nagranie "Korytarze", pochodzące jeszcze z lat 90., z okresu płyty Dziewczyna Szamana.

## Lista utworów
1. "To mój czas" (muzyka i słowa: Justyna Steczkowska) – 3:24
2. "Tylko ty znasz te zaklęcia" (muzyka i słowa: Justyna Steczkowska) – 4:52
3. "Tango" (muzyka i słowa: Justyna Steczkowska) – 3:50
4. "Nieposłuszny dłoniom mym" (muzyka: Justyna Steczkowska, słowa: Krystyna Steczkowska) – 4:47
5. "One" (muzyka: Justyna Steczkowska, słowa: Rafał Tylicki) – 4:09
6. "Odnajdę cię" (muzyka i słowa: Justyna Steczkowska) – 3:58
7. "Proszę cię – skłam" (muzyka: Viktor Rakonczai, słowa: Justyna Steczkowska / Stanisław Kemero) – 4:04
8. "Dlaczego Ty" (muzyka i słowa: Justyna Steczkowska) – 3:44
9. "Kim tu jestem" (muzyka i słowa: Justyna Steczkowska) – 3:57
10. "Dom (Moja przystań)" (muzyka: Misza Hairulin, słowa: Justyna Steczkowska) – 3:34
11. "Korytarze" (muzyka: Justyna Steczkowska, słowa: Paweł Fortuna) – 3:42

## Twórcy
- Justyna Steczkowska – wokal, skrzypce
- Edina Szirtes – skrzypce
- Balázs Bolyki – trąbka
- Miklós Malek – perkusja
- Andrzej Paśkiewicz – gitara
- Zoltán Dandó – gitara
- Krystyna Steczkowska – skrzypce
- Viktor Rakonczai – aranżacja, produkcja
- Stanisław Kemero – słowa
- Ádám Kovacsics – aranżacja
- Paweł Fortuna – słowa
- Magdalena Kuc – projekt okładki
- Zuza Krajewska – fotografie
- Bartek Wieczorek – fotografie

## Single
- "To mój czas" (2009)
- "Tango" (2009)
- "Proszę cię - skłam" (2009)
- "Tylko ty znasz te zaklęcia" (2010)
- "Kim tu jestem" (2010)